# Coupe Mohammed V
 (août 2025).
 (août 2025).
- Si vous ne connaissez pas le sujet, laissez ce bandeau (vous pouvez alors contacter les auteurs).
- Si vous supprimez le contenu mis en cause (vous pouvez préalablement contacter les auteurs),

argumentez précisément cette suppression dans la page de discussion
(un manque de référence n'est pas un argument ; une recherche réelle de référence doit avoir été effectuée, être formellement documentée).
La Coupe Internationale Mohammed-V, est une ancienne compétition internationale de football. Elle met aux prises le champion du Maroc (étant représentant du pays hôte) avec les équipes étrangères représentant leurs continents. La 1re édition s'est jouée en 1962, tout juste après le décès du roi du Maroc, feu Mohammed-V, tandis que la dernière en 1980.
Elle est organisée au Maroc dans plusieurs villes : Casablanca, Rabat, Fès, Meknès, Mohammédia, Settat et Marrakech, par la Fédération royale marocaine de football (FRMF) avec le soutien du Ministère de la Jeunesse et Sports (MJS) sous l'autorité de la Confédération africaine de football (CAF).

## Histoire
Parmi les manifestations culturelles (si l'on considère le sport comme faisant partie de la culture) qui ont distingué le Maroc dans le monde africain et arabe, figure très certainement la Coupe Mohammed-V. Institué par quelques compatriotes passionnés, cette compétition escomptée un double succès : mettre en valeur le potentiel sportif marocain et offrir à son peuple la possibilité d'affronter des géants du football.
Fut créé après l'indépendance, peu après le décès du roi du Maroc Mohammed-V au mois du juin 1962, par ceux-là-mêmes qui instaurèrent la fédération marocaine, et qui auparavant pendant le protectorat avaient fondé la ligue marocaine, en particulier feu monsieur Ahmed Antifit qui a eu l'idée de la création de cette compétition dont il l'a proposé à feu Hassan II, alors étant roi du Maroc, d'organisée un tournoi mondial qui réunira les équipes performantes dans leurs continents chaque année. Abdesslam Bennani, Abdelaziz El Moumni où même bien Larbi Zaouli, des grands noms du sport marocains ont intégrés la commission d'organisation pour la réussite de ce nouveau projet, qui a vu le jour pour la 1re fois en 1962, édition démo qui s'est jouée entre le 24, le 25 et le 26 au mois d'août, baptisée Internacional Copa Mohamed-V, abrégé en français tout simplement Internationale Coupe Mohammed-V. Et depuis, cette nouvelle (ancienne) compétition internationale de football avait l'habitude de mettre aux prises le club champion du Maroc, en tant que représentant du pays hôte, avec trois équipes étrangères. Organisée à Casablanca, Rabat, Marrakech, Fès et Meknès au Maroc par la Fédération royale marocaine de football (FRMF) avec le soutien du Ministère de la Jeunesse et Sports (MJS), elle aura l'augmentation des équipes participantes jusqu'au 6 à partir de l'édition de 1968 à l'édition de 1980 où s'est jouée la dernière édition officielle.
La 1re édition qui s'est organisée à Casablanca en 1962 a vu la présence du Real Madrid (cinq fois champion d'Europe), du Stade de Reims (vice-champion d'Europe 2 fois et vainqueur de la Coupe Latine une seule fois), des FAR de Rabat (champion du Maroc en titre) ainsi que de l'Inter Milan (étant invité d'honneur). Reims sera la première équipe victorieuse de cette compétition, après sa victoire sur les Milanais en finale sur le score de deux buts à un.
L'Atlético de Madrid est le club le plus titré du tournoi, le remportant à trois reprises (1965, 1970 et 1980). Durant toute l'histoire de cette compétition, le Wydad AC est le seul club africain, arabe et marocain à avoir été sacré champion de la compétition. Le continent européen reste le plus victorieux avec 12 titres, pour trois à l'Amérique du Sud et un pour l'Afrique. L'international espagnol Amancio est le meilleur buteur de la compétition avec 6 buts. Les militaires des FAR de Rabat ont le plus grand nombre d'apparitions, avec sept participations dont deux finales perdus.
Poursuite amicale
Après l'arrêt de la Coupe Mohammed-V en 1980, des tournois divers sont organisés après, Tournoi de l'Indépendance et Tournoi de Casablanca. Le Standard de Liège, l'AS Monaco ou même bien FC Sochaux-Montbéliard était tous vainqueurs, dont Feyenoord Rotterdam est le dernier vainqueur du tournoi, en 1996.

## Trophée
Ciselé en or et en bronze par les artisans marocains avec la contribution des artisans espagnols, ce trophée devint un signe de fierté pour bon nombre de clubs professionnels durant les années soixante et septante.

## Résultats détaillés

### Première édition
L'édition 1962 fut la 1re, organisée au mois d'août 1962 aux stade Philip et stade d'Honneur à Casablanca. Elle a vue la participation de quatre équipes :
- FAR de Rabat : champion du Maroc (pays hôte)
- Real Madrid : champion d'Espagne
- Stade de Reims : champion de France
- Inter Milan : invité d'honneur

| Demi-finales | FAR de Rabat   | Stade de Reims | 0-5 |
| Demi-finales | Inter Milan    | Real Madrid    | 1-0 |
| Consolation  | FAR de Rabat   | Real Madrid    | 4-3 |
| Finale       | Stade de Reims | Inter Milan    | 2-1 |

### Deuxième édition
L'édition 1963 fut la 2e, organisée au mois d'août 1963 aux stade Belvédère et stade Achoud à Rabat. Elle a vue la participation de quatre équipes :
- FAR de Rabat : champion du Maroc (pays hôte)
- Real Saragosse : vainqueur de la Coupe des Villes de Foires
- AS Monaco : champion de France
- Partizan Belgrade : champion de Yougoslavie

| Demi-finales | FAR de Rabat      | Real Saragosse | (2)1-1(4) |
| Demi-finales | Partizan Belgrade | AS Monaco      | (5)4-4(3) |
| Consolation  | FAR de Rabat      | AS Monaco      | (4)3-3(1) |
| Finale       | Partizan Belgrade | Real Saragosse | 4-2       |

### Troisième édition
L'édition 1964 fut la 3e, organisée au mois d'août 1964 aux stade Philip et stade d'Honneur à Casablanca. Elle a vue la participation de quatre équipes :
- FAR de Rabat : champion du Maroc (pays hôte)
- Real Madrid : champion d'Espagne
- AS Saint-Étienne : champion de France
- Boca Juniors : champion d'Argentine

| Demi-finales | FAR de Rabat | Real Madrid      | 0-4 |
| Demi-finales | Boca Juniors | AS Saint-Étienne | 3-0 |
| Consolation  | FAR de Rabat | AS Saint-Étienne | 2-3 |
| Finale       | Boca Juniors | Real Madrid      | 2-1 |

### Quatrième édition
L'édition 1965 fut la 4e, organisée au mois d'août 1965 au stade Hassan II à Fès. Elle a vue la participation de quatre équipes :
- Maghreb AS : champion du Maroc (pays hôte)
- Atlético de Madrid : vainqueur de la Coupe d'Espagne
- Partizan Belgrade : champion de Yougoslavie
- RSC Anderlecht : champion de Belgique

| Demi-finales | Maghreb de Fès     | Atlético de Madrid | 0-1 |
| Demi-finales | Partizan Belgrade  | RSC Anderlecht     | 4-1 |
| Consolation  | Maghreb de Fès     | RSC Anderlecht     | 0-3 |
| Finale       | Atlético de Madrid | Partizan Belgrade  | 5-0 |

### Cinquième édition
L'édition 1966 fut la 5e, organisée au mois d'août 1966 aux stade Philip et stade d'Honneur à Casablanca. Elle a vue la participation de quatre équipes, avec pour la première fois le vainqueur de la Coupe des clubs champions européens :
- Wydad AC : champion du Maroc (pays hôte)
- Real Madrid CF : champion d'Europe
- CA Boca Juniors : champion d'Argentine
- FAR de Rabat : invité d'honneur

| Demi-finales | Wydad AC     | Real Madrid  | 0-2       |
| Demi-finales | FAR de Rabat | Boca Juniors | 0-1       |
| Consolation  | FAR de Rabat | Wydad AC     | 5-2       |
| Finale       | Real Madrid  | Boca Juniors | (4)1-1(3) |

### Sixième édition
L'édition 1967 fut la 6e, organisée au mois d'août 1967 aux stade Belvédère et stade Achoud à Rabat. Elle a vue la participation de quatre équipes :
- FAR de Rabat : champion du Maroc (pays hôte)
- Valence CF : vainqueur de la Coupe d'Espagne
- Dukla Prague : champion de Tchéc
- PFK CSKA Sofia : champion de Bulgarie

| Demi-finales | FAR de Rabat | Dukla Prague | 1-0       |
| Demi-finales | CSKA Sofia   | Valence CF   | 2-0       |
| Consolation  | Valence CF   | Dukla Prague | (4)2-2(1) |
| Finale       | FAR de Rabat | CSKA Sofia   | 0-1       |

### Septième édition
L'édition 1968 fut la 7e, organisée au mois d'août 1968 au stade Bachir à Mohammédia. Elle a vue la participation de six équipes :
- FAR de Rabat : champion du Maroc (pays hôte)
- Racing Club : champion de la CONMEBOL
- Alianza FC : champion de la CONCACAF
- Selangor FA : (a remplacé FCH Tel-Aviv)
- AS Saint-Étienne : champion de France
- CR Flamengo : invité d'honneur

| Quart-finales | CR Flamengo      | Selangor FA      | 2-0 |
| Quart-finales | AS Saint-Étienne | Alianza FC       | 1-0 |
| Demi-finales  | FAR de Rabat     | CR Flamengo      | 1-2 |
| Demi-finales  | Racing Club      | AS Saint-Étienne | 1-0 |
| Consolation   | FAR de Rabat     | AS Saint-Étienne | 0-2 |
| Finale        | CR Flamengo      | Racing Club      | 3-2 |

### Huitième édition
L'édition 1969 fut la 8e, organisée au mois d'août 1969 aux stade Philip et stade d'Honneur à Casablanca. Elle a vue la participation de six équipes :
- Wydad AC : champion du Maroc (pays hôte)
- ŠK Slovan Bratislava : vainqueur de la Coupe des coupes de l'UEFA
- Yangzee FC : (a remplacé Maccabi TAFC)
- Bayern Munich : coupe des coupes de l'UEFA
- São Paulo FC : vainqueur de la Coupe Piratininga
- FC Barcelone : vainqueur de la Coupe des villes de foires

| Quart-finales | Wydad AC     | ŠK Slovan Bratislava | 3-2       |
| Quart-finales | São Paulo FC | Yangzee FC           | 3-0       |
| Demi-finales  | Wydad AC     | Bayern Munich        | 0-2       |
| Demi-finales  | FC Barcelone | São Paulo FC         | 2-0       |
| Consolation   | Wydad AC     | São Paulo FC         | 2-3       |
| Finale        | FC Barcelone | Bayern Munich        | (4)2-2(3) |

### Neuvième édition
L'édition 1970 fut la 9e, organisée au mois d'août 1970 aux stade Belvédère et stade Achoud à Rabat. Elle a vue la participation de quatre équipes :
- FAR de Rabat : champion du Maroc (pays  hôte)
- Atlético de Madrid : champion d'Espagne
- AS Saint-Étienne : champion de France
- Standard de Liège : champion de Belgique

| Demi-finales | Atlético de Madrid | AS Saint-Étienne   | 2-1       |
| Demi-finales | FAR de Rabat       | Standard de Liège  | 1-0       |
| Consolation  | AS Saint-Étienne   | Standard de Liège  | (4)1-1(2) |
| Finale       | FAR de Rabat       | Atlético de Madrid | 1-4       |

### Dixième édition
L'édition 1971 fut la 10e, organisée au mois d'août 1971 au stade d'Honneur à Settat. Elle a vue la participation de quatre équipes :
- RS Settat : champion du Maroc (pays hôte)
- RCDE Barcelone : vainqueur de la Coupe Intertoto de l'UEFA
- RS Belgrade : vainqueur de la Coupe Mitropa
- FC Bayern : champion d'Allemagne

| Demi-finales | RS Settat | RS Belgrade    | 0-3 |
| Demi-finales | FC Bayern | RCDE Barcelone | 1-0 |
| Consolation  | RS Settat | RCDE Barcelone | 2-5 |
| Finale       | FC Bayern | RS Belgrade    | 3-2 |

### Onzième édition
L'édition 1972 fut la 11e, organisée au mois d'août 1972 aux stade Père Jégo et stade d'Honneur à Casablanca. Elle a vue la participation de six équipes :
- AD Marocaine : champion du Maroc (pays hôte)
- CS Yaoundé : champion d'Afrique
- AFC Ajax : champion d'Europe
- Estudiantes LP : champion de la CONMEBOL
- Cruz Azul FC : champion de la CONCACAF
- PC Bagdad : (a remplacé Maccabi Tel-Aviv FC)

| Quart-finales | AD Marocaine   | PC Bagdad    | 1-0       |
| Quart-finales | Estudiantes LP | CS Yaoundé   | 3-1       |
| Demi-finales  | AD Marocaine   | AFC Ajax     | 0-4       |
| Demi-finales  | Estudiantes LP | Cruz Azul FC | 3-2       |
| Consolation   | AD Marocaine   | Cruz Azul FC | 0-2       |
| Finale        | Estudiantes LP | AFC Ajax     | (4)1-1(3) |

### Douzième édition
L'édition 1973 fut la 12e, organisée au mois d'août 1973 au stade Municipal à Kénitra. Elle a vue la participation de six équipes :
- Kénitra AC : champion du Maroc (pays hôte)
- Hafia FC : champion d'Afrique
- AFC Ajax : champion d'Europe
- CA Independiente : champion de la CONMEBOL
- CD Olimpia : champion de la CONCACAF
- PC Bagdad : représentant de l'AFC

| Quart-finales | Kénitra AC       | Hafia FC   | 0-1       |
| Quart-finales | CD Olimpia       | PC Bagdad  | 2-0       |
| Demi-finales  | CA Independiente | Hafia FC   | 3-0       |
| Demi-finales  | AFC Ajax         | CD Olimpia | 4-1       |
| Consolation   | CD Olimpia       | Hafia FC   | (4)1-1(3) |
| Finale        | CA Independiente | AFC Ajax   | 1-0       |

### Treizième édition
L'édition 1974 fut la 13e, organisée au mois d'août 1974 au stade d'Honneur à Meknès. Elle a vue la participation de quatre équipes :
- RB Mellal : champion du Maroc (pays hôte)
- CA Peñarol : vainqueur de la Supercoupe intercontinental
- Ferencváros TC : vainqueur de la Coupe des villes de foires
- KS Ruch Chorzów : réalisateur du doublée championnat et coupe de Pologne

| Demi-finales | RB Mellal       | CA Peñarol     | 0-3 |
| Demi-finales | KS Ruch Chorzów | Ferencváros TC | 4-3 |
| Consolation  | RB Mellal       | Ferencváros TC | 1-5 |
| Finale       | CA Peñarol      | Ruch Chorzów   | 1-0 |

### Quatorzième édition
L'édition 1975 fut la 14e, organisée au mois d'août 1975 au stade d'Honneur à Oujda. Elle a vue la participation de quatre équipes :
- MC Oujda : champion du Maroc (pays hôte)
- Estudiantes LP : champion de la CONMEBOL
- FK Dynamo Kyiv : vainqueur de la Coupe des coupes de l'UEFA
- Újpest FC : champion de Hongrie

| Demi-finales | MC Oujda       | FK Dynamo Kyiv | 0-3 |
| Demi-finales | Estudiantes LP | Újpest TE      | 1-2 |
| Consolation  | MC Oujda       | Estudiantes LP | 2-1 |
| Finale       | FK Dynamo Kyiv | Újpest TE      | 3-2 |

### Quinzième édition
L'édition 1976 fut la 15e, organisée au mois d'août 1976 aux stade Philip, stade Père Jégo et stade d'Honneur à Casablanca. Elle a vue la participation de six équipes :
- Wydad AC : champion du Maroc (pays hôte)
- RSC Anderlecht : vainqueur de la Coupe des coupes de l'UEFA
- MC Alger : champion d'Afrique
- CD Águila : champion de la CONCACAF
- OGC Nice : qualifié des éliminatoires de la UEFA (pour remplacé le Bayern Munich)
- Sporting CP : qualifié des éliminatoires de la UEFA (pour remplacé le FC Liverpool)

| Quart-finales | Wydad AC       | CD Águila         | 2-1       |
| Quart-finales | OGC Nice       | MC Alger          | (3)0-0(1) |
| Demi-finales  | Wydad AC       | RSC Anderlecht    | 3-4       |
| Demi-finales  | OGC Nice       | Sporting Portugal | 2-0       |
| Consolation   | Wydad AC       | Sporting Portugal | 2-3       |
| Finale        | RSC Anderlecht | OGC Nice          | 2-1       |

### Seizième édition
L'édition 1977 fut la 16e, organisée au mois d'août 1977 aux stade Belvédère et stade Achoud à Rabat. Elle a vue la participation de six équipes :
- Wydad AC : champion du Maroc (pays hôte)
- Československá FR : champion d'Europe
- Hafia FC : champion d'Afrique
- CF América : champion de la CONCACAF
- ENF României : vainqueur de la Coupe des Balkans
- Everton FC : vainqueur de la Coupe de Liverpool

| Quart-finales | Wydad AC          | Hafia FC          | 2-0       |
| Quart-finales | Everton FC        | CF América        | 1-0       |
| Demi-finales  | Wydad AC          | ENF României      | (2)1-1(3) |
| Demi-finales  | Československá FR | Everton FC        | (4)1-1(2) |
| Consolation   | Wydad AC          | Everton FC        | 1-0       |
| Finale        | ENF României      | Československá FR | 3-1       |

### Dix-septième édition
L'édition 1978 fut la 17e, elle s'est fait jouée décalé, débuté au stade Père Jégo à Casablanca et finie en retard jusqu'au mois de mars 1979 au stade El Harti à Marrakech. Elle a vue la participation de six équipes :
- Wydad AC : champion du Maroc (pays hôte)
- CS Yaoundé : champion d'Afrique 1978 et vainqueur d'Afrique 1979
- Comunicacionnes FC : champion de la CONCACAF
- Hafia FC : champion d'Afrique 1977 et vice-champion 1978
- AS Monaco FC : qualifié des éliminatoires de la UEFA (pour remplacé Liverpool FC)
- ASC Jeanne d'Arc : qualifié des éliminatoires de la CAF (pour remplacé Horoya AC)

| Quart-finales | Wydad AC         | AS Monaco FC       | (4)0-0(2) |
| Quart-finales | ASC Jeanne d'Arc | Comunicacionnes FC | 2-1       |
| Demi-finales  | Wydad AC         | ASC Jeanne d'Arc   | 5-0       |
| Demi-finales  | CS Yaoundé       | Hafia FC           | (4)0-0(3) |
| Consolation   | Hafia FC         | ASC Jeanne d'Arc   | 1-0       |
| Finale        | Wydad AC         | CS Yaoundé         | (4)1-1(3) |

### Dix-huitième édition
L'édition 1979 fut la 18e et dernière édition officielle, organisée au stade d'Honneur à Casablanca, elle s'est fait jouée en retard au mois d'août 1980. Elle a vue la participation de quatre équipes :
- Maghreb AS : champion du Maroc (pays hôte)
- SC Internacional : champion du Brésil
- Lokomotiv Sofia : vainqueur de la Coupe de Bulgarie
- CA Madrid : qualifié des éliminatoires de la UEFA (pour remplacé le Real Madrid CF)

| Demi-finales | Maghreb AS | SC Internacional | 0-7       |
| Demi-finales | CA Madrid  | Lokomotiv Sofia  | (5)1-1(3) |
| Consolation  | Maghreb AS | Lokomotiv Sofia  | 0-2       |
| Finale       | CA Madrid  | SC Internacional | (5)1-1(4) |

## Palmarès
Résultats par clubs
| Édition | Date      | Vainqueur          | Score                        | Finaliste         | Stade                        |
| ------- | --------- | ------------------ | ---------------------------- | ----------------- | ---------------------------- |
| 1       | 1962      | Stade de Reims     | 2 - 1                        | Inter de Milan    | Stade d'Honneur, Casablanca  |
| 2       | 1963      | Partizan Belgrade  | 4 - 2 ap                     | Real Saragosse    | Stade Belvédère, Rabat       |
| 3       | 1964      | Boca Juniors       | 2 - 1                        | Real Madrid       | Stade d'Honneur, Casablanca  |
| 4       | 1965      | Atlético de Madrid | 5 - 0                        | Partizan Belgrade | Stade Hassan II, Fès         |
| 5       | 1966      | Real Madrid        | 1 - 1 ap 3-2 aux tirs au but | Boca Juniors      | Stade d'Honneur, Casablanca  |
| 6       | 1967      | CSKA Sofia         | 1 - 0                        | FAR de Rabat      | Stade Belvédère, Rabat       |
| 7       | 1968      | CR Flamengo        | 3 - 2                        | Racing Club       | Stade Bachir, Mohammédia     |
| 8       | 1969      | FC Barcelone       | 2 - 2 ap 4-3 aux tirs au but | Bayern Munich     | Stade d'Honneur, Casablanca  |
| 9       | 1970      | Atlético de Madrid | 4 - 1                        | FAR de Rabat      | Stade Belvédère, Rabat       |
| 10      | 1971      | Bayern Munich      | 3 - 2                        | RS Belgrade       | Stade d'Honneur, Settat      |
| 11      | 1972      | Estudiantes CP     | 1 - 1 ap 4-3 aux tirs au but | Ajax Amsterdam    | Stade d'Honneur, Casablanca  |
| 12      | 1973      | CA Independiente   | 1 - 0                        | Ajax Amsterdam    | Stade Municipal, Kénitra     |
| 13      | 1974      | CA Peñarol         | 1 - 0                        | Ruch Chorzów      | Stade d'Honneur, Meknès      |
| 14      | 1975      | Dynamo Kiev        | 3 - 2 ap                     | Újpest FC         | Stade d'Honneur, Oujda       |
| 15      | 1976      | RSC Anderlecht     | 2 - 1                        | OGC Nice          | Stade d'Honneur à Casablanca |
| 16      | 1977      | ENF României       | 3 - 1                        | Československá FR | Stade Belvédère, Rabat       |
| 17 1978 | août 1979 | Wydad AC           | 1 - 1 ap 4-3 aux tirs au but | Canon Yaoundé     | Stade El Harti, Marrakech    |
| 18 1979 | août 1980 | Atlético de Madrid | 1 - 1 ap 5-4 aux tirs au but | SC Internacional  | Stade d'Honneur, Casablanca  |

Résultats par nations
| # | Nation                                              | Vainqueurs | Finalistes | Clubs vainqueurs                                                                  |
| - | --------------------------------------------------- | ---------- | ---------- | --------------------------------------------------------------------------------- |
| 1 | Espagne                                             | 5          | 2          | Atlético de Madrid (3), FC Barcelone (1), Real Madrid (1)                         |
| 2 | Argentine                                           | 3          | 2          | CA Independiente (1) Estudiantes CP (1) Boca Juniors (1)                          |
| 3 | Maroc Brésil Yougoslavie                            | 1          | 2          | Wydad AC (1) CR Flamengo (1) Boca Juniors (1) Partizan Belgrade (1)               |
| 3 | Allemagne France                                    | 1          | 1          | Bayern Munich (1) Stade de Reims (1)                                              |
| 4 | Roumanie Belgique URSS Uruguay Bulgarie             | 1          | 0          | Roumanie (1) RSC Anderlecht (1) Dynamo Kiev (1) CA Peñarol (1) PFK CSKA Sofia (1) |
| 5 | Pays-Bas                                            | 0          | 2          | -                                                                                 |
| 6 | Cameroun Tchécoslovaquie Hongrie Pologne Italie     | 0          | 1          | -                                                                                 |
| 7 | Angleterre Portugal Mexique Honduras Guinée Sénégal | 0          | 0          | -                                                                                 |

Résultats par continents
| # | Continent | Confédération       | Victoires | Finalistes |
| - | --------- | ------------------- | --------- | ---------- |
| 1 | Europe    | UEFA                | 12        | 11         |
| 2 | Amérique  | CONCACAF & CONMEBOL | 5         | 3          |
| 3 | Afrique   | CAF                 | 1         | 3          |
| 4 | Asie      | AFC                 | 0         | 0          |

## Meilleurs joueurs
| Édition | Joueur            | Club              | Note                                                                                              |
| ------- | ----------------- | ----------------- | ------------------------------------------------------------------------------------------------- |
| 1962    | Raymond Kopa      | Stade de Reims    | 2e au Ballon d'or 1959, élu meilleur joueur de l'édition.                                         |
| 1963    | Milan Galić       | Partizan Belgrade | Meilleur butteur de l'édition avec 4 buts, élu meilleur joueur.                                   |
| 1964    | Alfredo Rojas     | Boca Juniors      | Meilleur butteur de l'édition avec 3 buts, élu meilleur joueur.                                   |
| 1965    | José Ufarte       | Atlético Madrid   | Meilleur butteur de l'édition avec 3 buts, élu meilleur joueur.                                   |
| 1966    | Amancio Amaro     | Real Madrid       | 3e au Ballon d'or 1964, meilleur butteur de l'édition avec 2 buts, élu meilleur joueur.           |
| 1967    | Dimitar Yakimov   | PFK CSKA Sofia    | Meilleur butteur de l'édition avec 3 buts, élu meilleur joueur.                                   |
| 1968    | Luiz Cláudio      | CR Flamengo       | Meilleur butteur de l'édition avec 5 buts, élu meilleur joueur.                                   |
| 1969    | Gerd Müller       | Bayern Munich     | Ballon d'or de la saison 1969/70, élu meilleur joueur de l'édition.                               |
| 1970    | José Luís         | Atlético Madrid   | Meilleur butteur de l'édition avec 2 buts, élu meilleur joueur.                                   |
| 1971    | Franz Beckenbauer | Bayern Munich     | Ballon d'or de la saison 1971/72, élu meilleur joueur de l'édition.                               |
| 1972    | Johan Cruyff      | AFC Ajax          | Ballon d'or de la saison 1972/73, élu meilleur joueur de l'édition.                               |
| 1973    | Johan Cruyff      | AFC Ajax          | Ballon d'or de la saison 1973/74, meilleur butteur de l'édition avec 2 buts, élu meilleur joueur. |
| 1974    | Fernando Morena   | CA Peñarol        | Meilleur butteur de l'édition avec 2 buts, élu meilleur joueur.                                   |
| 1975    | Oleg Blokhine     | Dynamo Kiev       | Ballon d'or 1975, meilleur butteur de l'édition avec 4 buts, élu meilleur joueur.                 |
| 1976    | Rob Rensenbrink   | RSC Anderlecht    | 2e au Ballon d'or 1976, élu meilleur joueur de l'édition.                                         |
| 1977    | Ivo Viktor        | Československá FR | 3e au Ballon d'or 1976, élu meilleur joueur de l'édition.                                         |
| 1978    | Abdelmajid Shaita | Wydad AC          | 2e au Ballon d'or de la saison 1978/79, élu meilleur joueur de l'édition.                         |
| 1979    | Rubén Cano        | Atlético Madrid   | Meilleur butteur de l'édition avec 2 buts, élu meilleur joueur.                                   |

## Statistiques
- Plus large score :
  -  Maghreb de Fès 0-7  SC Internacional.

- Meilleur butteur de la compétition :
  -  Amancio est le joueur qui a marqué le plus grand nombre de buts durant toute l'histoire de la compétition, en inscrivant 6 buts au total dont son 1er but au sein du Real Madrid face aux militaires marocains des FAR de Rabat en 1962, le hattrick face au même adversaire en 1964 et le doublé face aux champions du Maroc, le WAC, en 1966.

- Meilleur passeur de la compétition :
  -  Gento est le joueur qui a donné le plus grand nombre de passes réussies durant toute l'histoire de la compétition, avec 8 passes au total au sein du Real Madrid dont le 1er était face aux militaires marocains des FAR de Rabat en 1962, en 1964 et en 1966.

- Premier but de la compétition :
  -  Jean-Marie Rémy est le joueur qui a marqué le 1er but de la compétition lors de la rencontre d'ouverture de l'édition 1962, soldé par une victoire de son équipe, Stade de Reims, face aux militaires marocains des FAR de Rabat sur un large score, 5-0.

- But le plus rapide de la compétition :
  -  Sahraoui est le joueur qui a marqué le but le plus rapide de l'histoire de la compétition, en inscrivant à la 1re minute le 1er but de la rencontre d'ouverture de l'édition 1969, soldé par une victoire de son équipe, Wydad AC, 3-2, face aux détenteurs de la coupe des coupes de l'UEFA, ŠK Slovan Bratislava.

- Buteur sympathique de la compétition :
  -  Blokhine est le seul joueur de l'histoire de la compétition qui a marqué dans trois finales des compétitions internationales de la saison : Coupe des coupes de l'UEFA, la Supercoupe de l'UEFA et la Coupe Internationale Mohammed-V, ce qui a permis au joueur de recevoir le Ballon d'or en 1975.

- Buteur unique de la compétition :
  -  Sahraoui est le seul joueur de l'histoire de la compétition qui a marqué au moins un but avec deux équipes différentes, en inscrivant 4 buts avec le WAC en 1969 et 1 but avec l'AD Marocaine en 1972.

- Premier capitaine détenteur de la compétition :
  -  Armand Penverne est le premier capitaine de l'histoire de la compétition qui a levé la coupe de l'équipe victorieuse, c'était en 1962 avec son équipe, Stade de Reims.

- Premier hattrick de la compétition :
  -  Amancio est le 1er joueur a avoir marqué un hattrick, c'était le 22 août 1964 face au FAR de Rabat.

- Confédération la plus représentée :
  - L'UEFA est la confédération qui a le plus grand nombre des équipes ayant participé avec 30 équipes : Real Madrid, Stade de Reims, Inter Milan, Real Saragosse, AS Monaco, Partizan Belgrade, AS Saint-Étienne, Atlético de Madrid, RSC Anderlecht, Valence CF, Dukla Prague, PFK CSKA Sofia, ŠK Slovan Bratislava, Bayern Munich, FC Barcelone, Standard de Liège, RS Belgrade, Espanyol Barcelone, Ajax Amsterdam, Ruch Chorzów, Ferencváros TC, Dynamo Kiev, Újpest FC, OGC Nice, Sporting CP, Československá FR, ENF României, Everton FC, FC Zurich, Lokomotiv Sofia.

## Autres compétitions
Après l'arrêt de le competition officielle de la Coupe Mohammed-V en 1980, la Fédération travailliste a décider d'organiser des compétitions divers :

### Tournoi de la Sûreté Nationale
Édition 1981
L'édition 1981 a vu la participation de ces équipes :
- Celtic FC
- Hambourg SV
- AS Saint-Étienne
- Wydad AC
- FAR de Rabat
- Kénitra AC

| Ouverture   | FAR de Rabat | Hambourg SV      | 1-5 |
| Consolation | Wydad AC     | AS Saint-Étienne | 0-2 |
| Finale      | Kénitra AC   | Celtic FC        | 2-1 |

Édition 1982
L'édition 1982 a vu la participation de ces équipes :
- Inter de Milan
- Wydad AC

| Ouverture | Wydad AC | Inter de Milan | 1-1 |

### Tournoi de l'Indépendance
Édition 1983
L'édition 1983 a vu la participation de quatre équipes :
- FC Lokomotiv
- Wydad AC
- MAS de Fès
- Raja de Casablanca

| Demi-finales | Wydad AC           | FC Lokomotiv       | 2-0       |
| Demi-finales | Raja de Casablanca | MAS de Fès         | 1-0       |
| Consolation  | MAS de Fès         | FC Lokomotiv       | (4)0-0(5) |
| Finale       | Wydad AC           | Raja de Casablanca | 1-0       |

Édition 1984
L'édition 1984 a vu la participation de quatre équipes :
- FC Torpedo Moscou
- Wydad AC
- Kénitra AC
- Raja de Casablanca

| Demi-finales | Wydad AC           | FC Torpedo Moscou  | 0-2       |
| Demi-finales | Raja de Casablanca | Kénitra AC         | (2)0-0(4) |
| Consolation  | Wydad AC           | Raja de Casablanca | 5-2       |
| Finale       | Kénitra AC         | FC Torpedo Moscou  | 0-1       |

Édition 1985
L'édition 1985 a vu la participation de quatre équipes :
- FC Dnipro
- Chabab SH
- KAC Marrakech
- Englebert TC

| Demi-finales | Chabab SH     | Englebert TC | 1-0       |
| Demi-finales | KAC Marrakech | FC Dnipro    | 0-3       |
| Consolation  | KAC Marrakech | Englebert TC | 2-1       |
| Finale       | Chabab SH     | FC Dnipro    | (3)0-0(5) |

### Tournoi de Casablanca
Édition 1986
L'édition 1986 a vu la participation de quatre équipes :
- Maroc olympique
- Ajax Amsterdam
- Grêmio Porto Alegre
- Standard de Liège

| Demi-finales | Maroc olympique     | Standard de Liège   | 0-1 |
| Demi-finales | Grêmio Porto Alegre | Ajax Amsterdam      | 2-0 |
| Consolation  | Maroc olympique     | Ajax Amsterdam      | 1-4 |
| Finale       | Standard de Liège   | Grêmio Porto Alegre | 2-0 |

Édition 1987
L'édition 1987 a vu la participation de ces équipes :
- Real Mallorca
- Wydad AC

| Finale | Wydad AC | Real Mallorca | 1-0 |

Édition 1988
L'édition 1988 a vu la participation de quatre équipes :
- AS Monaco
- KAC Marrakech
- Centrale-Laitière AS
- HUS Agadir

| Demi-finales | KAC Marrakech | AS Monaco            | 0-2       |
| Demi-finales | HUS Agadir    | Centrale-Laitière AS | (4)0-0(2) |
| Consolation  | KAC Marrakech | Centrale-Laitière AS | 3-1       |
| Finale       | HUS Agadir    | AS Monaco            | 0-1       |

Édition 1989
L'édition 1989 a vu la participation de quatre équipes :
- FC Sochaux-Montbéliard
- Raja de Casablanca
- Centrale-Laitière AS
- KAC Marrakech

| Demi-finales | Raja de Casablanca   | FC Sochaux-Montbéliard | 0-3            |
| Demi-finales | Centrale-Laitière AS | KAC Marrakech          | (5)0-0(4)      |
| Consolation  | KAC Marrakech        | Raja de Casablanca     | Forfait du RCA |
| Finale       | Centrale-Laitière AS | FC Sochaux-Montbéliard | (3)0-0(4)      |

Édition 1996
L'édition 1996, baptisé Tournoi Père Jégo en hommage à feu Père Jégo, a vu la participation de quatre équipes :
- Feyenoord Rotterdam
- RSC Anderlecht
- Raja de Casablanca
- COD Meknès

| Demi-finales | Raja de Casablanca  | COD Meknès          | 0-4       |
| Demi-finales | Feyenoord Rotterdam | RSC Anderlecht      | (4)0-0(2) |
| Consolation  | Raja de Casablanca  | RSC Anderlecht      | (2)2-2(4) |
| Finale       | COD Meknès          | Feyenoord Rotterdam | 0-1       |